# Charles Louis Gay
Pour les articles homonymes, voir Gay (patronyme).
Charles Louis Gay, né le 1er octobre 1815 à Paris et mort le 19 janvier 1892 dans la même ville, est un évêque français qui fut évêque auxiliaire de Poitiers avec le titre d'évêque in partibus d'Anthédon (de).

## Biographie

### Enfance et vocation
Fils de Pierre Gay, fondateur d'une maison de commerce à Paris, et de Constance Clausse dont le père fut maire de Versailles, Charles Gay naît dans une famille bourgeoise des lendemains de la Révolution française. Bien que baptisé, son éducation religieuse est plutôt négligée par sa famille et assurée dans une certaine mesure au collège Saint-Louis où il est interne. Musicien, il fait ses études supérieures au Conservatoire de Paris où il noue des liens avec Franz Liszt et son élève Hermann Cohen qui deviendra prêtre de le l'ordre du Carmel. Sa recherche du beau et de l'un le conduit à Dieu: « l'unité est tout, l'unité est Dieu ». Il met alors résolument le christianisme au centre de sa vie puis embrasse le sacerdoce. Il est ordonné prêtre le 17 mai 1845 à Saint-Sulpice par Mgr Affre.
Il se lie d'une amitié étroite avec Charles Gounod dès le lycée. En effet, ils se rencontrent au Lycée Saint-Louis en 1829, faisant partie tous deux du chœur de la chapelle. Ils se sont ensuite retrouvé à l'Opéra, lors d'une représentation de La Juive. Ils s'occupaient tous deux de composition musicale. « Depuis lors, nous ne nous somme plus perdus de vue. »

### Ministère et spiritualité
D'une santé fragile, il s'engage sur la voie d'abandon et d'enfance spirituelle. Il conduit sur cette voie nombre d'âmes dont il devient directeur spirituel: « l'enfance, l'abandon par là même, c'est la grâce propre du christianisme ». Devenu collaborateur de l'évêque de Poitiers Mgr Pie en 1857, il participe au Concile Vatican I en tant que théologien du pape Pie IX et devient évêque auxiliaire de Poitiers en 1877. Sa théologie comme sa direction spirituelle trouvent leur source dans son « union vivante à Jésus-Christ » à laquelle il ramène tout. 

### Héritage et postérité
Il meurt à Paris en 1892 en laissant de nombreux ouvrages de spiritualité dont De la vie et des vertus chrétiennes qui, avec sa correspondance de direction spirituelle, fut abondamment lue dans les maisons religieuses françaises jusqu'au milieu du XXe siècle.

## Œuvres
- De la vie et des vertus chrétiennes considérées dans l'état religieux, 2 volumes, 1874.
- Entretiens sur les mystères du saint Rosaire, 2 volumes, 1887.
- Conférences aux mère chrétiennes, 2 volumes, 1877.
- Élévations sur la vie et la doctrine de Notre Seigneur Jésus-Christ, 2 volumes, 1879.
- Instructions en forme de retraite à l'usage des âmes consacrées à Dieu et des personnes pieuses, 1880.
- Instructions pour les personnes du monde, 2 volumes, 1892 et 1925.
- Exposition théologique et mystique des psaumes, 1896.
- Sermons d'Avent.
- Sermons de Carême.
- Correspondance, 2 volumes.
- Lettres de direction spirituelle, 5 volumes.